# Molophilus spinifer
Molophilus spinifer là một loài ruồi trong họ Limoniidae. Chúng phân bố ở miền Cổ bắc.